# Krilović
Krilović (Crillovich, Crilovich), (18. – 19. st.), pomorska obitelj Hrvata. Ime im je vjerojatno patronimik (Krile, Krsto, Kristofor). U 14. st. iselili su se iz Hercegovine u Glogovac, gdje se spominju do 1729. (Lucija pokojnoga Jurja), premda su se već potkraj 17. st. ili na poč. 18. uglavnom preselili u Perast i Stoliv. U 18. st. trguju ponajviše u Albaniji i na Apeninskom poluotoku (Drač, Skadar, Valona, ušće Bojane, Mleci, Ancona, Senigallia). Sudjeluju u mletačkoj mornarici u sukobima za mletačko-turskoga rata 1714. – 1718. godine. Spominju se i kao stanovnici Herceg-Novoga. Posjeduju vlastite tartane, gajete i dr. kojima su kapetani Krsto Matov, Krsto Antunov, Antun Grgurov, Tomo, Marko, Tripo, Marko Ivanov, Grgur Vickov, Ivan Tripov, Luka Nikolin, Blaž, Matija i dr. U prvoj pol. 18. st. više odvjetaka obitelji zabilježeno je u Stolivu: kao vlasnici ili zapovjednici bracera i gajeta. U Perastu se pak Toma 1766. spominje među čelnicima zajednice građana i pučana koja želi ishoditi veće ovlasti u općinskoj upravi, 1786. nastoji oko obnove Bratovštine sv. Ivana Krstitelja u crkvi sv. Marka, a 1797. agregiran je u gotovo izumrlo peraško bratstvo (kazadu) Bratica, čime je obitelj stekla plemićki status. Spominju se kao brodari i trgovci. 1768. Matija iz Stoliva bio je među potpisnicima obveze bokeljskih kapetana kojom su mletačke oblasti nastojale spriječiti sukobe podanika s Ulcinjanima. U drugoj pol. 18. st. Krilovići su preuzeli nasljedstvo peraške obitelji Kokolja s kućom iznad crkve sv. Marka (prema predaji, unuk slikara Tripa, Juraj, adoptiran je u obitelj), te se ogranak počeo nazivati Kokolja Krilović. U 19. st. slabi gospodarska moć obitelji. Ipak, pojavljuju se kao vlasnici parobroda. Petar Krilović vlasnik je parobroda »Messina« koji je prikazan 1869. na najranijoj zavjetnoj slici s prikazom parobroda u zbirci na otoku Gospe od Škrpjela. Sveza Krilovića s obitelji blaženika Gracije iz Mula nije potvrđena, kao ni sveza s gusarom Krilom (Kristo), zvanim Grillo, pljačkašem turskih posjeda u sjevernoj Africi, kojega su 1746. Ulcinjani smaknuli. Izdanci Krilovića i danas žive u Boki kotorskoj.
U Perastu su Krilovići posjedovali baroknu palaču na zapadu grada.